# Erwin Bauer (Rennfahrer)
Erwin Erich Bauer (* 17. Juli 1912 in Stuttgart; † 2. Juni 1958 in Köln) war ein deutscher Automobilrennfahrer.

## Karriere
Bauer war der erste Kontinentaleuropäer, der einen Lotus außerhalb der britischen Insel steuern durfte. Beim Eifelrennen auf dem Nürburgring 1954 sprang er kurzfristig ein und brachte den kleinen Lotus auf einen beachtlichen vierten Platz in der Klasse bis 1000 cm³.
Sein einziger Start in der Automobil-Weltmeisterschaft fand am 2. August 1953 statt. Erneut auf dem Nürburgring fuhr er einen Veritas RS, fiel aber schon in der ersten Runde aus. Erwin Bauer fuhr einige Jahre in der deutschen Sportwagen-Meisterschaft, 1956 gemeinsam mit Willi Heeks in einem Mercedes 220 SE und ab 1956 mit dem Österreicher Gotfrid Köchert in dessen 2-Liter-Ferrari. In diesem Auto hatte Erwin Bauer beim 1000-km-Rennen 1958, wieder am Nürburgring, einen fatalen Unfall. Er wurde als Zehnter abgewinkt, übersah aber den Rennleiter mit der karierten Flagge und fuhr weiter. Wenige Kilometer nach dem Ziel – das Rennen war längst zu Ende – kollidierte er mit einem langsamen Fahrzeug, das in seiner Auslaufrunde war, und verunglückte dabei tödlich.

## Statistik

### Statistik in der Automobil-Weltmeisterschaft

#### Gesamtübersicht
| Saison | Team        | Chassis    | Motor          | Rennen | Siege | Zweiter | Dritter | Poles | schn. Rennrunden | Punkte | WM-Pos. |
| ------ | ----------- | ---------- | -------------- | ------ | ----- | ------- | ------- | ----- | ---------------- | ------ | ------- |
| 1953   | Erwin Bauer | Veritas RS | Veritas 2.0 L6 | 1      | −     | −       | −       | −     | −                | −      | NC      |
| Gesamt | Gesamt      | Gesamt     | Gesamt         | 1      | −     | −       | −       | −     | −                | −      |         |

#### Einzelergebnisse
| Saison | 1 | 2 | 3 | 4 | 5 | 6   | 7 | 8 | 9 |
| ------ | - | - | - | - | - | --- | - | - | - |
| 1953   |   |   |   |   |   |     |   |   |   |
|        |   |   |   |   |   | DNF |   |   |   |

| Legende  | Legende            | Legende                                                          |
| Farbe    | Abkürzung          | Bedeutung                                                        |
| -------- | ------------------ | ---------------------------------------------------------------- |
| Gold     | –                  | Sieg                                                             |
| Silber   | –                  | 2. Platz                                                         |
| Bronze   | –                  | 3. Platz                                                         |
| Grün     | –                  | Platzierung in den Punkten                                       |
| Blau     | –                  | Klassifiziert außerhalb der Punkteränge                          |
| Violett  | DNF                | Rennen nicht beendet (did not finish)                            |
| Violett  | NC                 | nicht klassifiziert (not classified)                             |
| Rot      | DNQ                | nicht qualifiziert (did not qualify)                             |
| Rot      | DNPQ               | in Vorqualifikation gescheitert (did not pre-qualify)            |
| Schwarz  | DSQ                | disqualifiziert (disqualified)                                   |
| Weiß     | DNS                | nicht am Start (did not start)                                   |
| Weiß     | WD                 | zurückgezogen (withdrawn)                                        |
| Hellblau | PO                 | nur am Training teilgenommen (practiced only)                    |
| Hellblau | TD                 | Freitags-Testfahrer (test driver)                                |
| ohne     | DNP                | nicht am Training teilgenommen (did not practice)                |
| ohne     | INJ                | verletzt oder krank (injured)                                    |
| ohne     | EX                 | ausgeschlossen (excluded)                                        |
| ohne     | DNA                | nicht erschienen (did not arrive)                                |
| ohne     | C                  | Rennen abgesagt (cancelled)                                      |
| ohne     | keine WM-Teilnahme |                                                                  |
| sonstige | P/fett             | Pole-Position                                                    |
| sonstige | 1/2/3/4/5/6/7/8    | Punktplatzierung im Sprint-/Qualifikationsrennen                 |
| sonstige | SR/kursiv          | Schnellste Rennrunde                                             |
| sonstige | *                  | nicht im Ziel, aufgrund der zurückgelegten Distanz aber gewertet |
| sonstige | ()                 | Streichresultate                                                 |
| sonstige | unterstrichen      | Führender in der Gesamtwertung                                   |

### Le-Mans-Ergebnisse
| Jahr | Team            | Fahrzeug       | Teamkollege     | Platzierung | Ausfallgrund |
| ---- | --------------- | -------------- | --------------- | ----------- | ------------ |
| 1957 | Gotfrid Köchert | Ferrari 500TRC | Gotfrid Köchert | Ausfall     | Benzinpumpe  |

### Einzelergebnisse in der Sportwagen-Weltmeisterschaft
| Saison | Team                              | Rennwagen            | 1   | 2   | 3   | 4   | 5   | 6   | 7   |
| ------ | --------------------------------- | -------------------- | --- | --- | --- | --- | --- | --- | --- |
| 1953   | Porsche San Giorgio               | Porsche 356 Osca MT4 | SEB | MIM | LEM | SPA | NÜR | RTT | CAP |
| 1953   | Porsche San Giorgio               | Porsche 356 Osca MT4 |     | 30  |     |     | 8   |     |     |
| 1956   | Erwin Bauer                       | Mercedes-Benz 220    | BUA | SEB | MIM | NÜR | KRI |     |     |
| 1956   | Erwin Bauer                       | Mercedes-Benz 220    |     |     | 25  | DNF |     |     |     |
| 1957   | Gotfrid Köchert                   | Ferrari 500TRC       | BUA | SEB | MIM | NÜR | LEM | KRI | CAR |
| 1957   | Gotfrid Köchert                   | Ferrari 500TRC       |     |     |     | 13  | DNF |     |     |
| 1958   | Österreicher Automobil-Sport-Club | Ferrari 250TR        | BUA | SEB | TAR | NÜR | LEM | RTT |     |
| 1958   | Österreicher Automobil-Sport-Club | Ferrari 250TR        | 10  |     |     |     |     |     |     |